# Calyptothecium extensum
Calyptothecium extensum là một loài rêu trong họ Pterobryaceae. Loài này được M. Fleisch. mô tả khoa học đầu tiên năm 1908.